# Ray Dalio

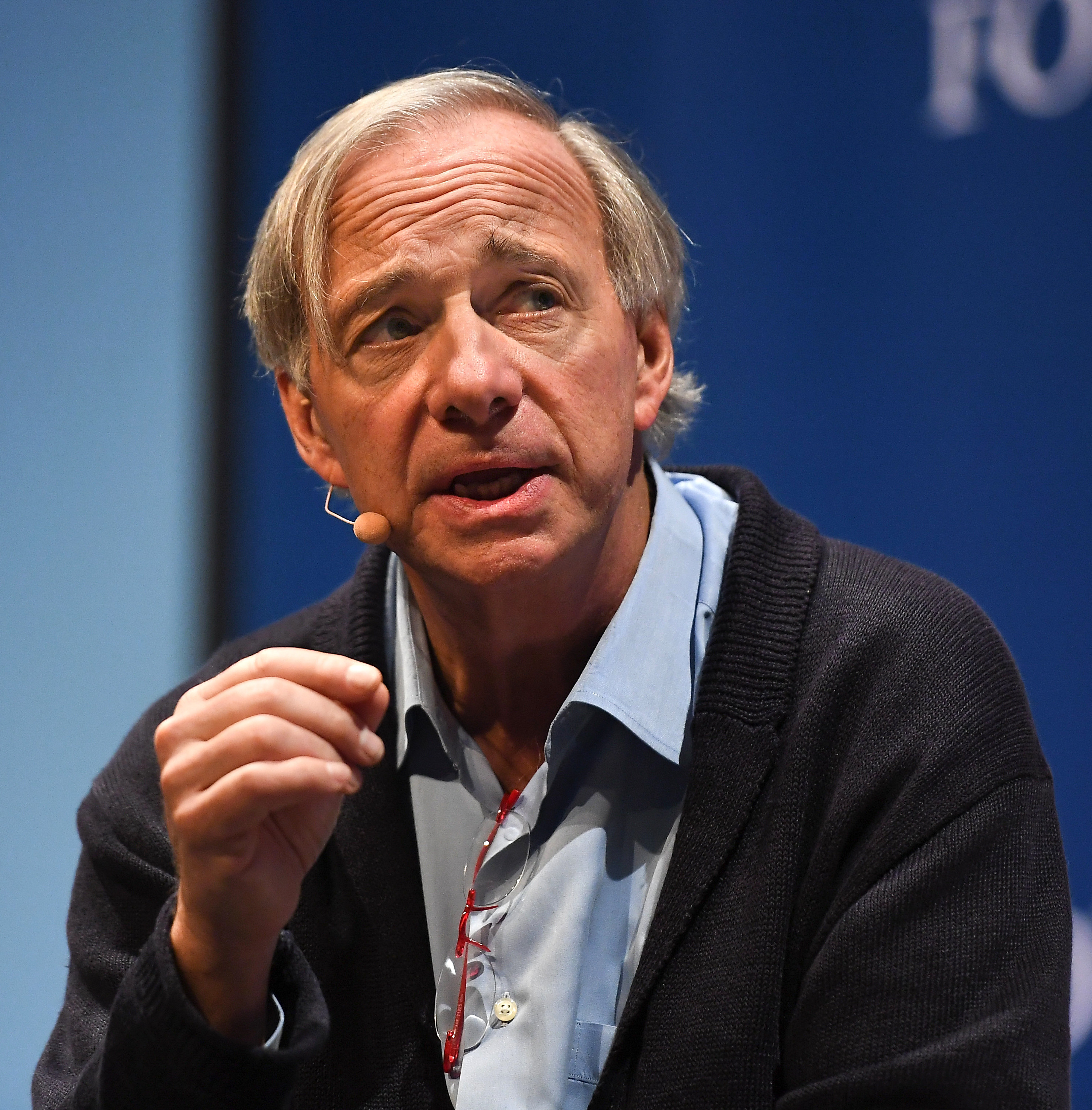
Ray Dalio (2018)

Raymond Dalio (sinh ngày 08 tháng 8 năm 1949) là một nhà đầu tư, quản lý quỹ, và nhà từ thiện người Mỹ. Dalio là người sáng lập công ty đầu tư Bridwater Associates, một trong số các quỹ đầu tư lớn nhất thế giới.
Tính đến tháng 1 năm 2018, ông là một trong 100 người giàu nhất thế giới, theo Bloomberg.

## Cuộc sống và giáo dục
Raymond Dalio được sinh ra tại Jackson Heights, Queens, New York. Ông là con trai của một nghệ sĩ nhạc jazz, Marino Dallolio (1911-2002), là một người "chơi kèn clarinet và saxophone ở Manhattan tại các câu lạc bộ jazz như Copacabana," và Ann, một nội trợ.
Dalio bắt đầu đầu tư vào lúc 12 tuổi. Thời trẻ ông đã mua cổ phiếu của Northwest Airlines với $300 và tăng gấp ba lần khoản đầu tư của mình sau khi hãng hàng không này sáp nhập với một công ty khác. Dalio nhận được một bằng cử nhân tài chính từ Đại học Long Island (CW Pót) và bằng MBA từ Trường Kinh doanh Harvard.

## Sự nghiệp đầu tư
Sau khi hoàn thành chương trình học, Dalio đã làm việc trên sàn giao dịch của Sở giao dịch chứng khoán New York và giao dịch hợp đồng tương lai thương phẩm. Sau này, Dalio trở thành Giám đốc về thương phẩm tại Dminick & Dominick LLC. Vào năm 1974, ông trở thành nhà giao dịch hợp đồng tương tai và môi giới tại Shearson Hayden Stone.. Vào năm 1975, tại căn hộ 2 phòng ngủ của mình ở Westport, Connecticut, một nền tảng quản lý đầu tư là Bridgewater Associates, mà vào năm 2012 đã trở thành quỹ phòng hộ lớn nhất thế giới, với 160 tỉ đô la mỹ tài sản đang được quản lý vào năm 2014
Dalio đã nói rằng ông có thể tiếp tục cải thiện lợi nhuận bằng việc tiếp tục cô đọng bài học thành các "nguyên tắc"
Vào tháng 3 năm 2017, Dalio tuyên bố rời khỏi vị trí đồng giám đốc điều hành của Bridgewater. Vào 15 tháng 4 Jon Rubinstein, là đồng giám đốc điều hành, cũng tuyên bố từ chức cùng Dalio, nhưng sẽ giữ lại tại vị trí cố vấn.

### Nguyên tắc đầu tư
Nguyên tắc của Dalio là đa dạng hóa danh mục đầu tư trong khi đó giảm thiểu rủi ro có thể tác động vào lợi nhuận.. Nguyên tắc này được Dalio thực hiện bằng cách chọn ra những dòng tài sản có rất ít hoặc không có tương quan với nhau, tức hệ số tương quan gần 0 hoặc về 0,

Những tài sản có hệ số tương quan bằng 0 thì bị ảnh hưởng bởi những yếu tố hoàn toàn khác biệt nhau, các tài sản này (cổ phiếu, trái phiếu,...) di chuyển giá hoàn toàn độc lập với nhau. 
Making a handful of good uncorrelated best that are balanced and leveraged well is the surest way of having a lot of upside without being exposed to unacceptable downside.

- Ray Dalio

## Cuộc sống cá nhân
Dalio ở với vợ của mình Barbara (kết hôn trong 1976/77) tại Greenwich, Connecticut, và được biết đến với việc thực hành các kỹ thuật Thiền siêu việt. Họ có bốn người con trai. con trai của họ là  Paul Dalio là giám đốc sản xuất phim. con trai thứ, Matthew A. "Matt" Dalio là người sáng lập và chủ tịch của China Care Foundation, một tổ chức  phi lợi nhuận mà tìm cách để giúp Trung quốc trẻ mồ côi, và là giám đốc điều hành của Endless Mobile, công ty về hệ điều hành máy tính.

## Quan điểm kinh tế và chính trị
Vào năm 2007, Bridgewater đã dự đoán khủng hoảng tài chính toàn cầu, và vào năm 2008, Dalio xuất bản luận văn, "Bộ máy kinh tế hoạt động như thế nào, " giải thích mô hình của Dalio cho khủng hoảng kinh tế.
Năm 2011, ông tự xuất bản ấn phẩm 123 trang có tên: Nguyên tắc, qua đó phác họa tư duy và triết lý cá nhân của mình về đầu tư và quản lý doanh nghiệp, dựa trên quan sát, phân tích và ứng dụng tại quỹ phòng hộ của ông.
Vào năm 2012, Dalio xuất hiện tại ấn phẩm hàng năm Time 100, danh sách 100 người ảnh hưởng nhất thế giới. Năm 2011 và 2012 được liệt kê trên Bloomberg Markets như là một trong số 50 người ảnh hưởng nhất. Institutional Investor's Alpha xếp hạng ông thứ hai trong danh sách Giàu có.
Trong 2013, Dalio bắt đầu chia sẻ "bí quyết đầu tư" và lý thuyết kinh tế trên YouTube qua 30 phút phim hoạt hình, có tên: Bộ máy kinh tế hoạt động như thế nào, đoạn video được xem hơn 4,6 triệu lần, và đã được dịch và đã có sẵn ở tiếng Nhật, Trung, Nga, Tây Ban Nha, Đức, Ý và Pháp.

## Sự giàu có và hoạt động từ thiện
Theo tạp chí Forbes, giá trị tài sản của Dalio vào khoảng 17 tỉ đô la Mỹ, vào tháng 7 năm 2017.
Vào tháng 4 năm 2011, cùng với vợ mình là Barbara, Dalio gia nhập Lời cam kết cho đi của Bill Gates và Warren Buffett,  quyên góp hơn một nửa tài sản vào từ thiện trong suốt cuộc đời mình. Thông qua quỹ Dalio, ông đã thực hiện hàng triệu quyên góp tới quỹ David Lynch, nơi quảng bá và tài trợ nghiên cứu tại Transcendental Meditation.

## Sách
Ray Dalio viết sách về kinh tế tài chính và các nguyên tắc thành công:
- Bộ máy kinh tế hoạt động như thế nào. Ray Dalio (2007)
- Nguyên tắc. Ray Dalio (2017)
- Principles for Navigating Big Debt Crises - 2018